# St. Josef (Rheinfelden/Baden)

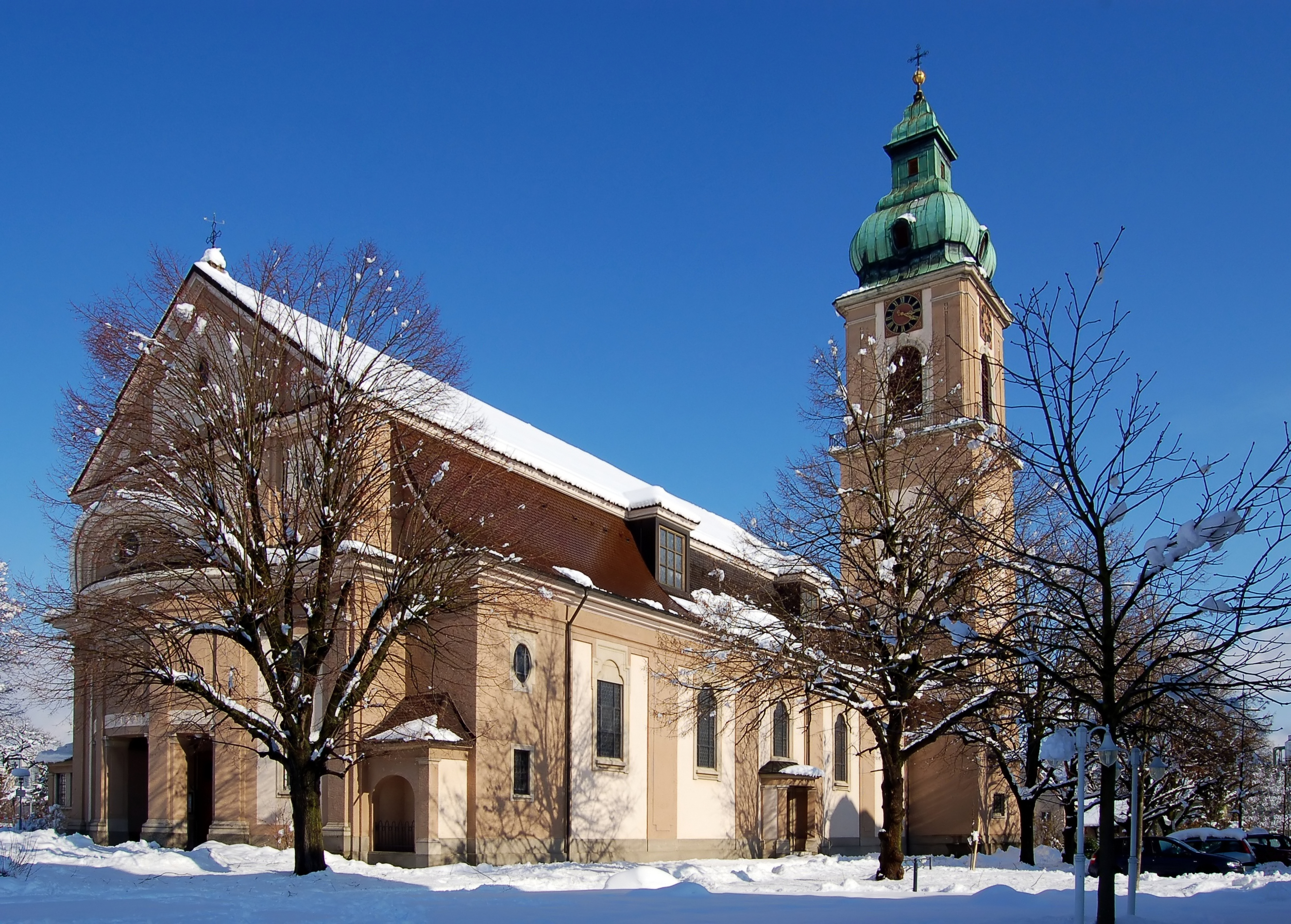
Josefskirche

Die Pfarrkirche St. Josef in Rheinfelden gehört der zum 1. Januar 2015 begründeten römisch-katholischen Kirchengemeinde Rheinfelden an, einer Seelsorgeeinheit mit den weiteren sechs Kirchen St. Gallus (Eichsel), St. Urban, St. Michael, St. Peter & Paul, St. Felix & Regula, St. Gallus (Warmbach) und den drei Kapellen Maria Schnee, St. Mauritius und St. Ubald. Sie steht unter dem Patrozinium des Josef von Nazaret, der als „Josef der Arbeiter“ gewählt wurde, weil der erst wenige Jahre alte Ort seinerzeit von der Industrie mit vielen Arbeitern dominiert war. Die Kirche steht etwas abseits des heutigen Ortskerns von Rheinfelden, am Rand des Industriegebiets.

## Geschichte
Die Josefskirche ersetzte eine 1899 aus Holzfachwerk erbaute Notkirche mit rund 330 Sitzplätzen an fast derselben Stelle, die ebenfalls dem Heiligen Josef, Schutzpatron der Zimmerleute, geweiht war. Diese erste katholische Kirche Rheinfeldens wurde nach Errichtung der heutigen Josefskirche abgebrochen.
Die Grundsteinlegung für den Neubau wurde am 10. August 1913 vollzogen, fertiggestellt wurde die Kirche 1915. Architekt war Raimund Jeblinger, damals Oberbauinspektor des Erzbischöflichen Bauamtes Freiburg. Die Bauaufsicht hatte der Rheinfelder Architekt Ewald Steffen, die Bauarbeiten führte der örtliche Baumeister und Bauunternehmer Albert Schröter aus. Der Bau war bei der Fertigstellung noch sehr schlicht ausgestattet. So besaß die Kirche 1915 noch keine Orgel, keine Decken- und Kreuzwegbilder, und auch kein Geläut. Einer der Gründe hierfür war der durch den Ersten Weltkrieg bedingte Mangel an rüstungswichtigen Metallen. Die Einweihung der Kirche erfolgte erst 1921, ein Jahr später konnte ein Geläut aus vier Gussstahlglocken angeschafft werden.
Die Kirchengemeinden des Rheinfelder Mutterortes Nollingen und von St. Josef bildeten von 1901 bis 1916 eine gemeinsame Pfarrkuratie. Nachdem die Notkirche noch unter Mitwirkung des Kirchenchors Nollingen eingeweiht worden war, gründete sich schon ein Jahr darauf ein eigener Kirchenchor St. Josef, der bis heute besteht.
Seit den 1950er Jahren wurden Risse an der Kirche sichtbar, eines Tages fiel sogar die als Taube stuckierte Darstellung des Heiligen Geistes von der Decke des Kirchenschiffes. Diese Schäden rührten von starken Setzungen im Untergrund her, die sich infolge der Salzsoleförderung der benachbarten chemischen Fabriken gebildet hatten. Über die Schadenregulierung einigte sich die Chemische Werke Hüls AG (heutige Evonik Degussa) als Nachfolgerin des verursachenden Unternehmens Griesheim-Elektron mit dem Bergamt. Die Reparaturkosten beliefen sich auf drei bis vier Millionen Deutsche Mark. In der Folge wurde die Soleförderung im badischen Rheinfelden eingestellt, womit sich die Setzungen beruhigten.

## Beschreibung

### Kirchengebäude

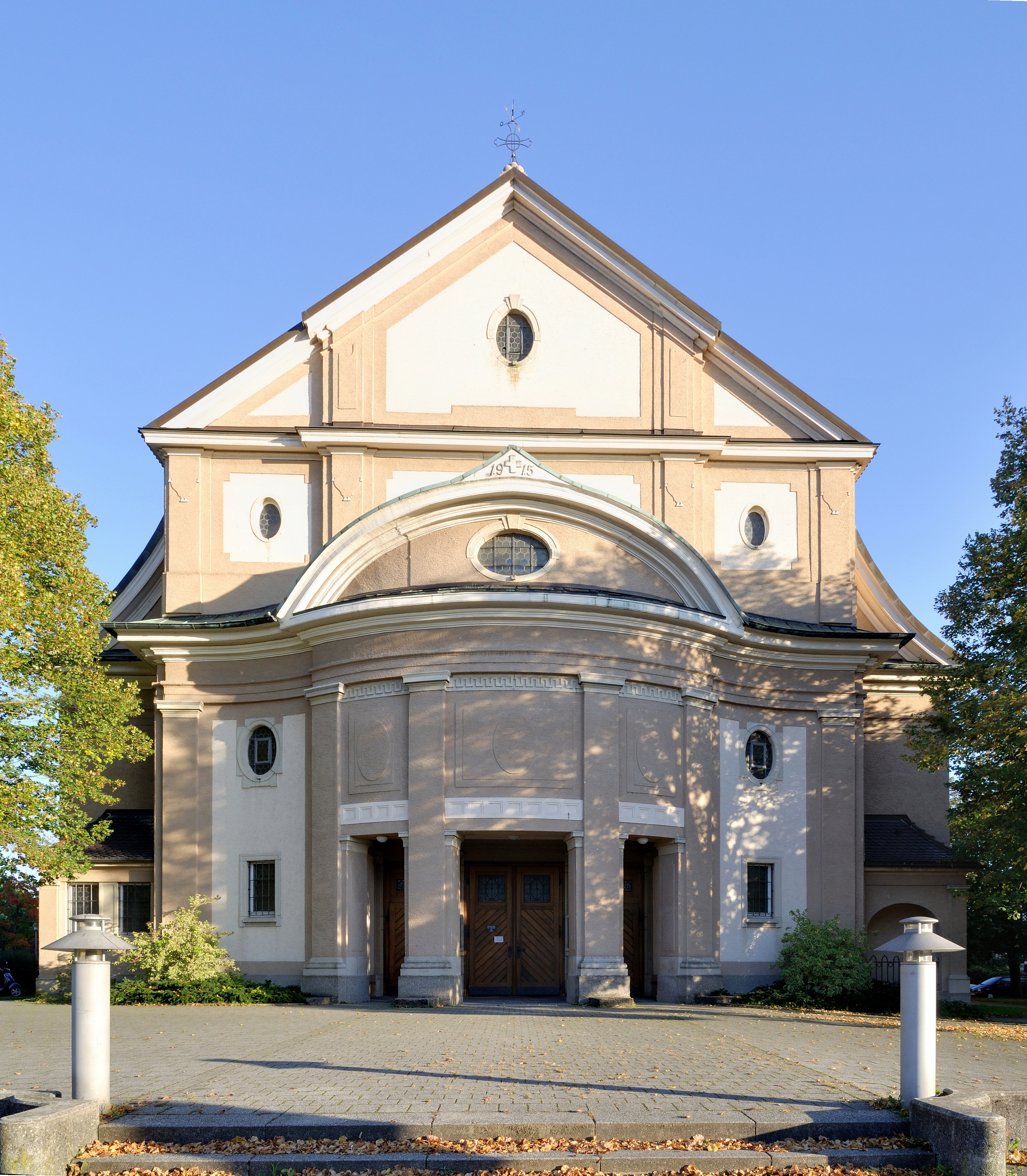
Hauptportalsfassade

Der historistische Stil des Bauwerks ist am ehesten dem späten Neoklassizismus zuzurechnen, obwohl die Merkmale nicht einheitlich sind, die Gründungsurkunde gar von einer barocken Kirche und eine spätere Urkunde von Empirestil spricht. Auch renaissance- und jugendstilartige Elemente sind zu finden. In der Farbgebung des Außenputzes sind cremefarbene, beige und mittelbraune Tönungen vorherrschend.
Die Fassaden der Kirche sind klar vertikal und horizontal gegliedert. Die dem Kirchenschiff vorgelagerte, nach Nordwesten ausgerichtete, dreiteilige, von einem Giebel bekrönte Eingangshalle ist mit Pfeilern, Pilastern und Lisenen geschmückt. Das Kirchenschiff wird von einem Mansarddach abgeschlossen.
Südwestlich des Chors steht ein dreigeschossiger Glockenturm mit kupferner welscher Haube, in dem heute Glocken aus Stahl hängen. Der Turm mit quadratischem Grundriss hat auf jeder Fassadenseite eine Uhr. Unterhalb der Uhr befinden sich rundbogige Klangarkaden mit einer umlaufenden Metallbrüstung.

### Umfeld
Etwas versetzt hinter dem Kirchenbau liegt das Pfarrhaus. Im März 1997 wurde östlich der Josefskirche ein neues Pfarrzentrum der katholischen Gemeinde eingeweiht. Im Bereich eines etwas eingesenkten Platzes links neben der Kirche, zwischen Pfarrhaus und Pfarrzentrum, sind die Plastiken „Maria mit dem Kinde“ und „Bremer Stadtmusikanten“ aufgestellt, beide aus Jura-Kalkstein von Leonhard Eder geschaffen. Etwa im Bereich dieses Platzes stand einst die Notkirche.
An Adolf Hermann (1910–1998), katholischer Stadtpfarrer von 1949 bis 1987 und am 24. Juni 1987 zum Ehrenbürger von Rheinfelden ernannt, erinnert heute der nach ihm benannte Weg entlang der südwestlichen Längsseite (Turmseite) der Kirche.

### Innenraum

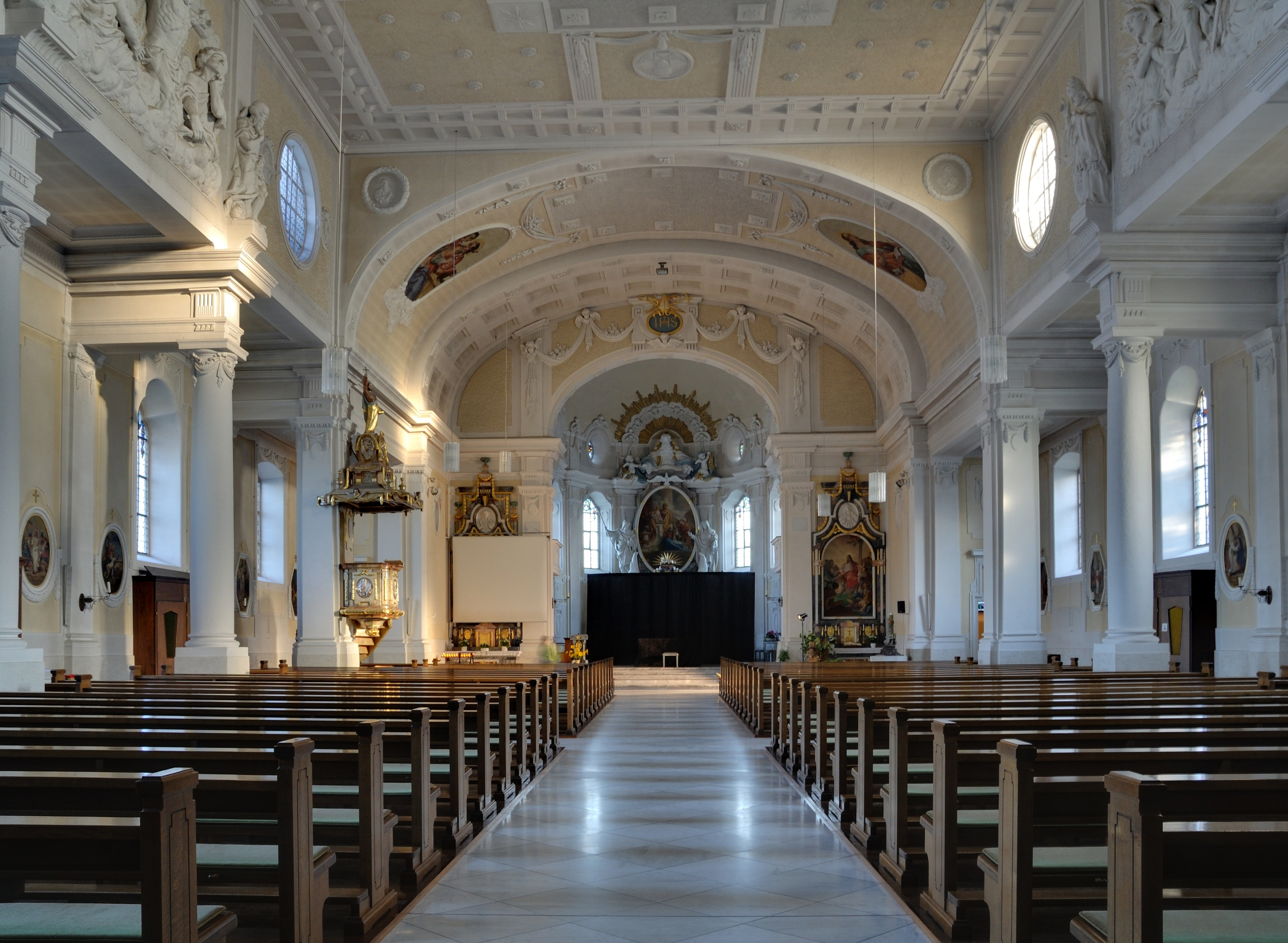
Langhaus mit Blick zum Chor

Das mehrschiffige Langhaus ist im Inneren mit Girlanden und anderen Stuckornamenten verziert. Sie stammen von dem Rheinfelder Gipsermeister und Stuckateur Isidor Baggenstoss. Die niedrigeren Seitenschiffe sind durch Säulen vom Mittelschiff getrennt. Durch vier runde Mansardfenster gelangt zusätzlich Licht in das Kircheninnere. Das Mittelschiff ist um ein Joch länger als die Seitenschiffe und wird von einer eingezogenen Rundapsis mit vier Kleeblattfenstern abgeschlossen. Die flache Decke des Hauptschiffs ist an ihren östlichen und westlichen Enden eingewölbt. Farblich ist der Raum vorwiegend in hellgelblichen, grauen und weißlichen Tönen gehalten, ergänzt um einige Vergoldungen.
Die Kirche bietet in zweimal 28 Bänken Sitzplatz für 670 Besucher. Über dem Eingangsportal liegt die säulengestützte Orgelempore, auf der weitere 70 Personen sitzen können. Im Chor sind seitlich zwei Balkone eingezogen.

### Ausstattung

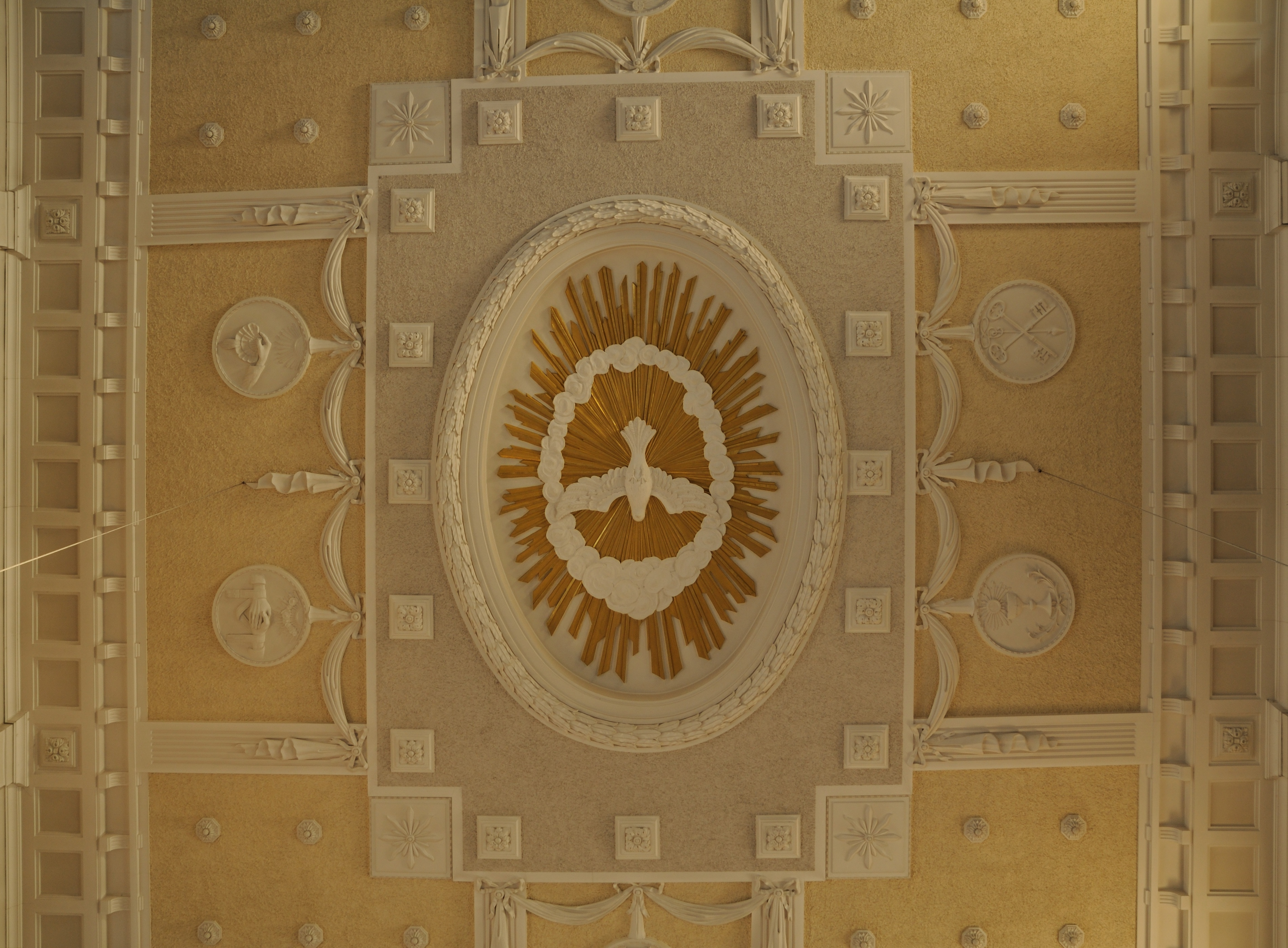
Deckenornamente

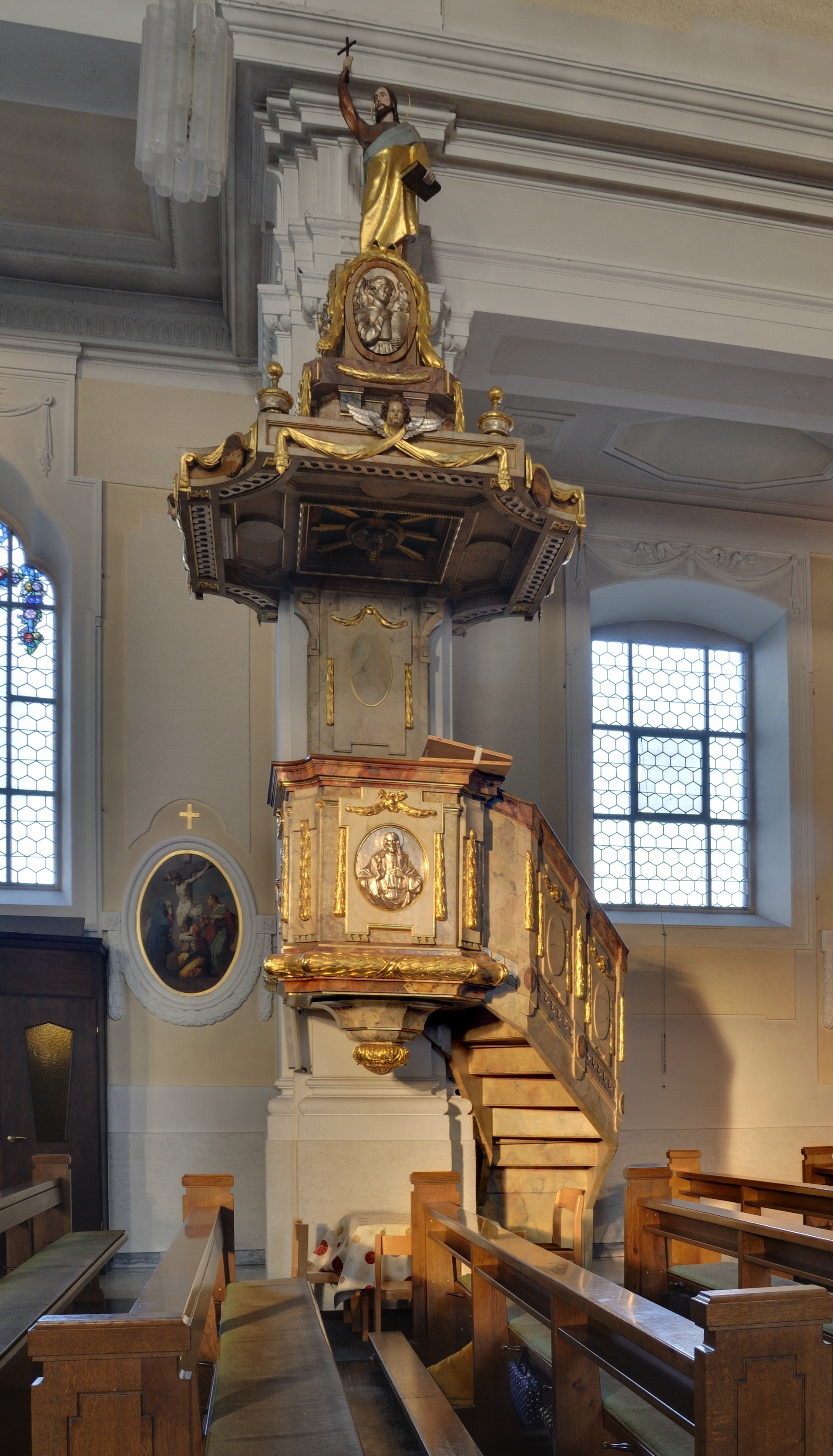
Kanzel

An den Wänden sind in sechs gerahmten Gemälden auf Kupferblech die 14 Stationen des Kreuzweges dargestellt. Sie stammen von dem Kunstmaler Josef Mariano Kitschker (1879–1929), der auch in der Bruchsaler Stadtkirche und Peterskirche tätig war. Da an den Seitenwänden noch freier Platz war, wurde die Reihe der Kreuzwegbilder auf jeder Wandseite nach hinten um drei Darstellungen ergänzt, die im weitesten Sinne ebenfalls das Kreuz thematisieren, beispielsweise den Sieg des Kreuzes über das Martyrium oder die Schlacht an der Milvischen Brücke. Ein Kreuzzugmotiv enthält eine Anspielung auf die Lokalgeschichte: Der Kreuzzugsprediger Bernhard von Clairvaux war auch einmal im linksrheinischen Rheinfelden, auf dem Bild ist hinten rechts die Silhouette der mittelalterlichen Stadt zu erkennen. Weitere Bilder an den Altären und Gewölben schuf der Münchener Künstler Waldemar Kolmsperger der Jüngere (1881–1954). Ebenfalls von Kolmsperger stammen die elliptischen Deckengemälde der großformatigen Evangelistendarstellungen.
Auf dem Altarretabel des Hauptaltars im Chor ist der Namensgeber Josef in einer großen Ellipse dargestellt, wie er mit Maria Jesus zur Weihe in den Tempel bringt. Neben dem Bild stellen zwei gefasste Holzfiguren den Propheten Simeon und die Seherin Hanna, der Mutter des Propheten Samuel, dar.
Beidseitig des Hauptaltars steht je ein Nebenaltar: der rechte ist dem Herz Jesu geweiht, der linke Maria. Der Zelebrationstisch und weitere Ausstattungsstücke schuf der Rheinfelder Künstler Leonhard Eder aus teilvergoldetem Gussaluminium, als Hinweis auf eine örtlich bedeutende Industrie. Der Altar weist religiöse Symbole, z. B. Hände als Symbol für den Empfang der Kommunion und vielfältige, detailliert ausgestaltete Szenen aus dem Alltagsleben auf wie Maschinen, Straßenverkehr, Schulunterricht und weitere.
Die Kanzel ist mit metallenen Reliefs geschmückt, der Kanzelkorb zeigt links Jesus Christus und vorn Mose mit den Gesetzestafeln. Bei der Nummerierung der Zehn Gebote darauf ist dem Anfertiger allerdings ein Fehler unterlaufen, denn die römische Ziffer IX für das 9. Gebot geriet seitenverkehrt zur Ziffer XI (elf).
Beim Raumschmuck fallen als typisches neoklassizistisches Stilelement zahlreiche Engelsköpfe zwischen festonartig geschlungenen Tüchern auf.
In der Marienkapelle befindet sich ein Tabernakel aus Bronze. In der Sakristei wird unter anderem eine spätgotische Mondsichelmadonna aufbewahrt, die Anfang der 1930er Jahre aus Freiburg erworben wurde, sowie eine Monstranz des Augsburger Gold- und Silberschmieds Johann Haltenwanger aus dem 18. Jahrhundert.

## Orgel

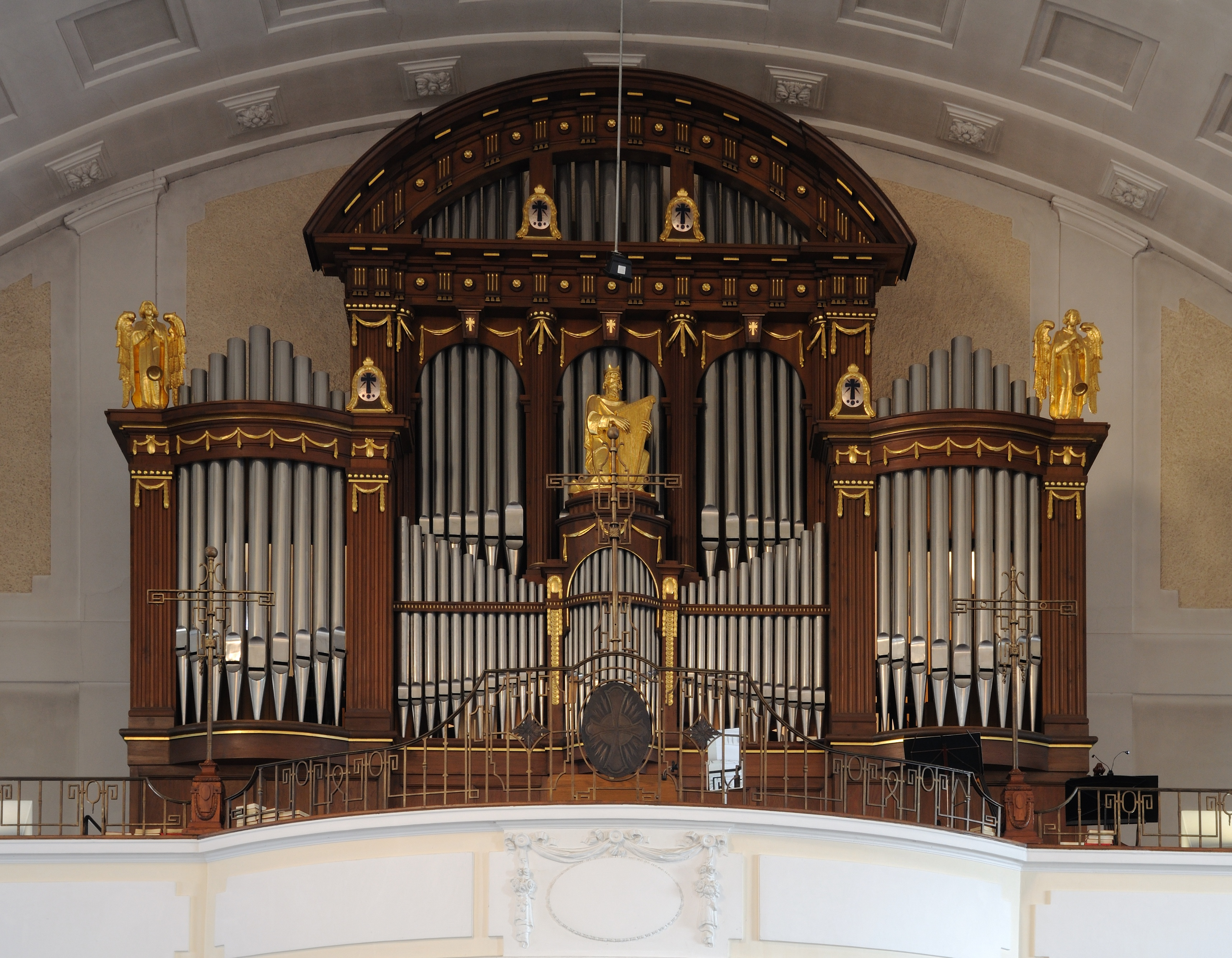
Orgel

Die Emporenorgel der Josefskirche über dem Haupteingang wurde 1927 von den Orgelbauern Gebrüder Späth aus Ennetach gefertigt. Das Instrument mit drei Manualen, einem Pedal und 41 Registern wurde 1985 von Orgelbaumeister Hartwig Späth aus March unter Beibehaltung des alten Gehäuses neu gebaut. Die Anzahl der Register wurde dabei auf 44 erhöht. 37 der Register sind ganz oder teilweise aus dem alten Werk wiederverwendet worden. 2013 wird eine umfassende Orgelsanierung geplant.
Die Orgel besteht aus insgesamt 2976 Pfeifen, 344 davon bestehen aus Holz, 482 sind Zungenpfeifen. Sie wird über eine mechanische Spieltraktur mit elektrischer Registratur mit 64 Kombinationen bedient. Der Spieltisch ist freistehend.
Die Disposition der heutigen Orgel ist nachstehend dargestellt.
| I Hauptwerk C–g3  |       |
| Bourdon           | 16′   |
| Prinzipal         | 8′    |
| Rohrflöte         | 8′    |
| Gamba             | 8′    |
| Oktave            | 4′    |
| Blockflöte        | 4′    |
| Quinte            | 2 ⁄3′ |
| Oktave            | 2′    |
| Mixtur IV-V       | 1 ⁄3′ |
| Cornett V (ab g0) |       |
| Trompete          | 8′    |

| II Positiv C–g3 |       |
| Holzgedackt     | 8′    |
| Quintatön       | 8′    |
| Rohrflöte       | 4′    |
| Prinzipal       | 2′    |
| Larigot         | 1 ⁄3′ |
| Scharff III     | 1′    |
| Dulcian         | 8′    |
| Vox humana      | 8′    |
| Tremulant       |       |

| III Schwellwerk C–g3 |        |
| Flûte harmonique     | 8′     |
| Bourdon              | 8′     |
| Salicional           | 8′     |
| Schwebung            | 8′     |
| Prinzipal            | 4′     |
| Nachthorn            | 4′     |
| Nazard               | 2 ⁄3′  |
| Flageolett           | 2′     |
| Terz                 | 1 3⁄5′ |
| Sifflet              | 1′     |
| Plein jeu V          | 2′     |
| Fagott               | 16′    |
| Trompete harmonique  | 8′     |
| Oboe                 | 8′     |
| Carine               | 4′     |
| Tremulant            |        |

| Pedal C–f1    |         |
| Principal     | 16′     |
| Subbass       | 16′     |
| Quintbass     | 10 2⁄3′ |
| Oktavbass     | 8′      |
| Flötbass      | 8′      |
| Bassflöte     | 4′      |
| Hintersatz V  | 2 ⁄3′   |
| Posaune       | 16′     |
| Trompetenbass | 8′      |
| Zinke         | 4′      |

- Koppeln: II/I, I/P, II/P
- Spielhilfen: 64 freie Kombinationen

## Glocken

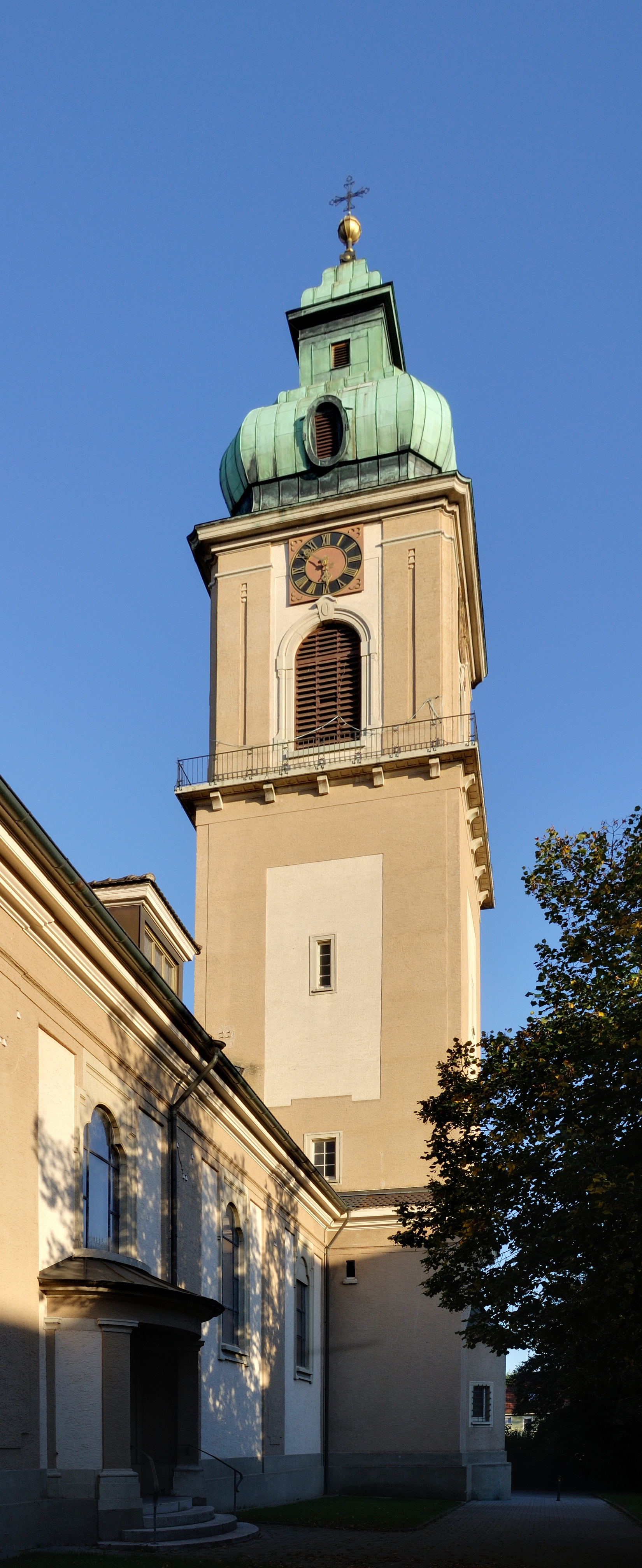
Glockenturm

Die große Glocke trägt den Namen des Kirchenpatrons St. Josef. Die vier Glocken wurden 1922 vom Bochumer Verein für Gussstahlfabrikation gegossen. Der Name der ehemals kleinsten, 111 kg schweren älteren Glocke von 1899 konnte nicht ermittelt werden. Sie stammt von der Gießerei Gebrüder Koch in Freiburg und hing bereits in der abgebrochenen Notkirche; seit Ende des 20. Jahrhunderts hängt sie als Totenglocke in einem kleinen Stahlturm neben der Kapelle des Stadtfriedhofs.
| Nr. | Name/ Patron            | Nominal | Gussjahr |
| 1   | Große Glocke/ St. Josef | b°      | 1922     |
| 2   | Ave-Maria-Glocke        | d′      | 1922     |
| 3   | St.-Konrad              | f′      | 1922     |
| 4   | Heilige Anna            | g′      | 1922     |